# Chowda Ghatta, Krishnarajpet
Chowda Ghatta là một làng thuộc tehsil Krishnarajpet, huyện Mandya, bang Karnataka, Ấn Độ.